# Majestätsbrief

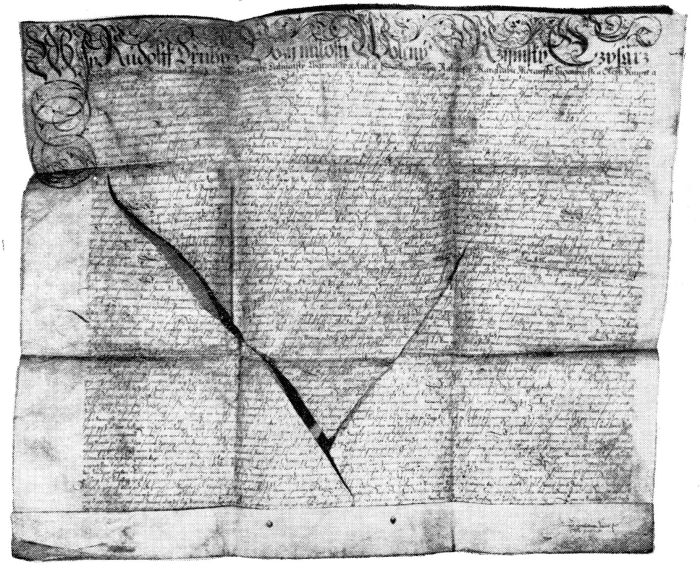
Der Majestätsbrief

Als Majestätsbrief werden zwei von Kaiser Rudolf II. im Jahr 1609 ausgestellte Urkunden bezeichnet, die den protestantischen Landständen des Königreichs Böhmen beziehungsweise Schlesiens Religionsfreiheit gewährten. Der am 9. Juli 1609 für Böhmen ausgestellte Majestätsbrief, den neben Rudolf der Oberste Burggraf Adam von Sternberg für die Stände und der kaiserliche Sekretär Paul Michna unterzeichneten, galt auch für die Grafschaft Glatz.
Der für Schlesien gewährte Majestätsbrief wurde am 20. August 1609 ausgestellt.

## Vorgeschichte
Die Herstellung einer convivencia im Königreich Böhmen wurde durch die Existenz zweier religiöser Gruppen hussitischen Ursprungs erschwert, nämlich der böhmischen Bruderschaft (unitas fratrum) und den Utraquisten, welche unter dem Einfluss des Luthertums standen. Beide Gruppen sowie die lutherischen Stände gehörten zu den Unterzeichnern der Confessio Bohemica, welche Maximilian II. bereits 1575, anzuerkennen versprochen hatte. Im Jahr 1608 legten sie Rudolf die Konfession vor und forderten seine Anerkennung ihrer freien Glaubensausübung.
Die beiden Ständegemeinden hatten die außerordentlich schwierige politische Situation des eigentlich gegenreformatorisch gesinnten Kaisers ausgenutzt, um ihm die Ausstellung der beiden Majestätsbriefe abzutrotzen. Rudolf II. befand sich zu jener Zeit im Streit mit seinen Brüdern, die ihn vom böhmischen Thron verdrängen wollten. Die Markgrafschaft Mähren und Ungarn waren bereits zu Erzherzog Matthias übergegangen. In dieser Situation blieb dem Kaiser nichts anderes übrig, als den evangelischen Ständen seiner beiden wichtigsten Länder nachzugeben, wollte er nicht auch noch die Unterstützung der Böhmen und Schlesier verlieren.
Der Einmarsch Matthias‘ in Böhmen zwang Rudolf zum Handeln und den Forderungen der verbündeten Stände fast vollständig nachzugeben, wenngleich er darauf bestand, dass die Bezeichnung „evangelisch“ (d. h. protestantisch) durch „utraquistisch“ ersetzt werde und sich nicht auf alle evangelischen Glaubensrichtungen bezog.
Obwohl der radikale Teil der Stände, die Möglichkeit nutzen wollten, Rudolf ganz abzusetzen, gab sich der größte Teil der Stände Böhmens und Schlesiens anders als die Stände Mährens und Ungarns mit dem Erlass eines Majestätsbriefes über die religiösen Freiheiten zufrieden.

## Inhalt
Die Majestätsbriefe erlaubten neben der freien Religionsausübung aller Landeseinwohner auch die Etablierung einer protestantischen Kirchenorganisation sowie den evangelischen Kirchenbau, nicht nur auf den Besitzungen des Adels, sondern auch im Gebiet der königlichen Kammergüter. Wegen der letzten Bestimmung kam es in den folgenden Jahren zu schweren Konflikten zwischen den böhmischen Katholiken und Protestanten. Es war umstritten, ob auch die Besitzungen der katholischen Stifte – diese gehörten in Böhmen nicht zu den Ständen – als königliche Kammergüter anzusehen seien und sie deshalb den Bau evangelischer Kirchen in ihren Dörfern zulassen müssten. Die Zerstörung einer evangelischen Kirche in Klostergrab, deren Bau die Katholiken als illegal empfanden, war 1618 der Auslöser für den Zweiten Prager Fenstersturz.
Als die evangelischen Oberlausitzer Stände vom Erfolg der böhmischen und schlesischen Protestanten erfuhren, wollten auch sie einen Majestätsbrief für sich erwerben. Ihre 1610/1611 zu Rudolf II. nach Prag geschickten Gesandten wurden jedoch vom Kaiser abgewiesen. Die Oberlausitzer mussten sich mit einer von Kaiser Matthias 1612 ausgefertigten Religionsassekuration zufriedengeben, die bloß den status quo bestätigte.

## Verbleib
Nach der für die Kaiserlichen siegreichen Schlacht am Weißen Berg am 8. November 1620 wurde der Majestätsbrief von Kaiser Ferdinand II. persönlich in zwei Teile zerschnitten. Die nach dem zerschnittenen Original (im Nationalarchiv Prag) einzig existierende beglaubigte Abschrift des Majestätsbriefes wird heute in der Christian-Weise-Bibliothek in Zittau aufbewahrt.
Vgl. auch: Confessio Bohemica und Confoederatio Bohemica